# Fiacha Labhrainne
Fíacha Labhrainne (fl. XV-XI secolo a.C.) fu, secondo la leggenda e la tradizione storica irlandese medievale, re supremo d'Irlanda.
Figlio di Smirgoll, figlio di Enboth, figlio di Tigernmas, prese il potere dopo aver ucciso Eochaid Faebar Glas nella battaglia di Carman come vendetta per il padre che era stato ucciso da Eochaid nella battaglia di Druimm Liatháin. Prese il suo nome dal fiume Labrainn. Combatté una battaglia in mare contro i discendenti di Éber Finn e una contro gli Érainn a Mag Genainn (contea di Fermanagh. In un'altra battaglia uccise il figlio di Eochaid, Mofebis. E come vendetta egli fu ucciso dal figlio di Mofebis, Eochu Mumu nella battaglia di Sliab Belgatain Goffredo Keating dice che durante il suo regno il figlio Aengus Olmucada conquistò la Scozia Il Lebor Gabála Érenn sincronizza il suo regno con quelli di Piritiade e Ofratalo in Assiria. Il Foras Feasa ar Éirinn colloca il suo regno dal 1095 al 1071 a.C., gli Annali dei Quattro Maestri dal 1473 al 1449 a.C..